# يوكي سايتو (ممثلة)
يوكي سايتو (باليابانية: 斉藤由貴) (10 سبتمبر 1966، يوكوهاما في اليابان)؛ ممثلة، مغنية، ملحنة، كاتِبة، مغنية مؤلفة وشاعرة يابانية.

## الأعمال

### أفلام
| السنة | العنوان             | الدور   |
| ----- | ------------------- | ------- |
| 2017  | جريمة القتل الثالثة | أم ساكي |

## روابط خارجية
- يوكي سايتو على موقع IMDb (الإنجليزية)
- يوكي سايتو على موقع ميوزك برينز (الإنجليزية)
- يوكي سايتو على موقع أول موفي (الإنجليزية)
- يوكي سايتو على موقع أول ميوزيك (الإنجليزية)
- يوكي سايتو على موقع ديسكوغز (الإنجليزية)
- يوكي سايتو على موقع قاعدة بيانات الفيلم (الإنجليزية)
- يوكي سايتو على موقع ANN person (الإنجليزية)